# Państwo Islamskie Chorasanu
Państwo Islamskie Chorasanu, Państwo Islamskie – Prowincja Chorasan, IS-KP, ISIS-K (arab. ‏الدولة الإسلامية – ولاية خراسان‎, Ad-Daula al-Islamijja – Wilajat Churasan) – regionalne odgałęzienie Państwa Islamskiego działające w Azji Środkowej, głównie w Afganistanie i Pakistanie. IS–KP dąży do destabilizacji i obalenia istniejących rządów w historycznym regionie Wielkiego Chorasanu w celu utworzenia kolejnej prowincji samozwańczego kalifatu.
ISIS–K przeprowadziło liczne ataki na cele cywilne, głównie na szyickich muzułmanów, Hazarów oraz lokalnych polityków i pracowników rządowych. Odpowiedzialni są również za zamach na lotnisku w Kabulu w 2021 roku. W 2024 roku przeprowadzili dwa duże zamachy: 3 stycznia przeprowadzili zamach bombowy w Kermanie (94 ofiary), oraz 23 marca przeprowadzili atak na Crocus City Hall w Krasnogorsku (144 ofiary).